# 미추로
미추로(Michu-ro)는 인천광역시 미추홀구 숭의동에 있는 도로로, 총 연장은 740m이다. 도로의 명칭이 유래된 것은 미추홀구청의 마스코트로서 상징성을 반영하였기 때문이다.

## 역사
- 2009년 9월 17일 : 도로명으로 미추로를 고시

## 주요 경유지
- 미추홀구
  - 숭의1.3동 - 숭의2동

## 접촉하는 도로
- 석정로
- 경인로
- 독배로
- 장천로

## 주요 건물 및 시설
- 해피드림 (미추로 2/숭의동 187-1)
- 대호슈퍼빌 (미추로 3/숭의동 171-15)
- 인천교통 (미추로 4/숭의동 187-2)
- 진복 행복마을 (미추로 5/숭의동 171-34)
- 더젠시티 (미추로 8/숭의동 187-37)
- 다우림 (미추로 9/숭의동 171-8)
- 대성빌리뷰 (미추로 13/숭의동 171-4)
- 해피드림 (미추로 14/숭의동 187-35)
- 동명아트빌 (미추로 15/숭의동 171-50)
- 숭의새마을금고 숭의본점 (미추로 19/숭의동 168-18)
- 흥진아파트 (미추로 22/숭의동 190-39)
- 송우빌라 (미추로 31/숭의동 165-14)
- 프라임시티 (미추로 31-1/숭의동 165-13)
- 하늘세상 (미추로 32/숭의동 190-15)
- 구육빌딩 (미추로 47/숭의동 159-17)
- 아르누보 (미추로 50/숭의동 158-31)
- 숭의메디칼빌딩 (미추로 54/숭의동 158-3)
- 아이소망여성병원 (미추로 56/숭의동 158-2)
- 광해리드빌 (미추로 61/숭의동 159-1)
- 다인캐슬 (미추로 62-1/숭의동 128-16)